# Sergej Semënovič Uvarov
Il conte Sergej Semënovič Uvarov (in russo Сергей Семёнович Уваров?; Mosca, 5 settembre 1786 – Mosca, 16 settembre 1855) è stato un politico e mineralogista russo.

## Biografia
Membro della famiglia Uvarov, Sergej era il figlio di Semën Fedorovič Uvarov, e di sua moglie, Dar'ja Ivanovna Golovina. Era il figlioccio di Caterina II. Egli era uno studioso di lingue antiche e moderne. Perse i genitori durante l'infanzia e crebbe nella casa di sua zia, Natal'ja Ivanovna Golovina.

## Carriera
Nel 1801 servì nel Collegio degli Affari esteri, nel 1806 venne inviato all'ambasciata russa a Vienna e nel 1809 è stato nominato segretario all'ambasciata di Parigi. Nel 1810 lasciò il servizio diplomatico.
Durante la sua giovinezza era interessato all'antichità classica. Pubblicò una serie di opere sulla letteratura greca antica e sull'archeologia, che gli portò fama e gli fece conoscere Goethe e Humboldt.
Il 28 gennaio 1811 fu eletto membro onorario dell'Accademia Imperiale delle Scienze. Il 24 gennaio 1818 fu nominato presidente dell'Accademia Imperiale delle Scienze, carica che mantenne fino alla sua morte.
Il 26 aprile 1828 è stato eletto membro onorario dell'Accademia Imperiale Russa.
Fu Ministro dell'Istruzione sotto lo zar Nicola I di Russia (1833-1849). Impose un controllo quasi totalitario dei mezzi di comunicazione del Paese, propugnando un ritorno all'autocrazia più assoluta.
Nel 1846 venne elevato al titolo di conte. 
Appassionato di pietre e minerali, fu collezionista e studioso del settore. Nel 1832 il mineralogista Germain Henri Hess scoprì una nuova gamma sul suolo russo, alla quale diede il nome di uvarovite dal nome del conte Uvarov che aveva finanziato la spedizione.

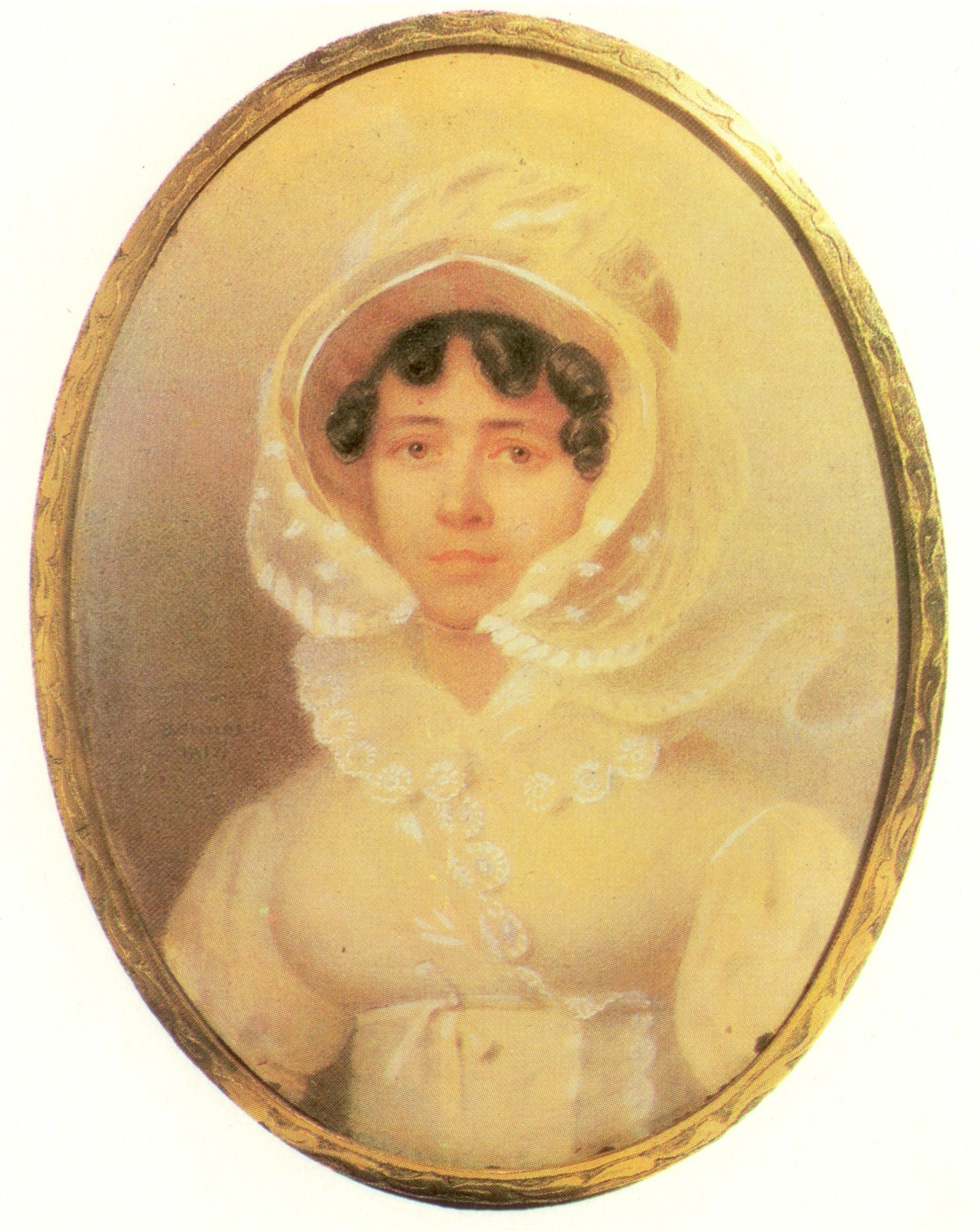
Ritratto di Ekaterina Alekseevna Razumovskaja, 1817, Museo statale di storia.

## Matrimonio
Dal 1811, sposò la contessa Ekaterina Alekseevna Razumovskaja (1783-1849), figlia del conte Aleksej Kirillovič Razumovskij. Ebbero quattro figli:
- Elizaveta Sergeevna (1812-?);
- Aleksandra Sergeevna (1814-1865), sposò il principe Pavel Aleksandrovič Urusov;
- Natal'ja Sergeevna (1821-1843), sposò Ivan Petrovič Balabin;
- Aleksej Sergeevič (1825-1884).

## Morte
Morì il 16 settembre 1855 a Mosca.